# Botany Bulletin, Department of Agriculture, Queensland
Botany Bulletin, Department of Agriculture, Queensland (abreviado Bot. Bull. Dept. Agric. Queensland) fue una revista con ilustraciones y descripciones botánicas que fue editada en Brisbane. Se publicaron 22 números  en los años 1890-1920.